# 佐賀市立鍋島中学校
佐賀市立鍋島中学校（さがしりつ なべしまちゅうがっこう）は、佐賀県佐賀市鍋島一丁目にある市立の中学校。

## 概要
歴史
1947年（昭和22年）の学制改革により、鍋島村立鍋島小学校に併設される形で、新制中学校「鍋島村立鍋島中学校」として創立。1954年（昭和29年）には佐賀市との合併により、現校名となった。1965年（昭和40年）には佐賀市立高木瀬中学校との統合により、佐賀市立城北中学校が新設されたため、鍋島中学校は一旦閉校した。
1983年（昭和58年）に佐賀市立城北中学校から分離される形で、現在の「佐賀市立鍋島中学校」が新設された。2023年（令和5年）には創立40年を迎えた。
校章
中央に校名の頭文字である「鍋」の文字を置いている。
校歌
作詞は脇太一、作曲は陶山聡による。歌詞は3番まであり、各番の歌詞中に校名の「鍋島中学校」が登場する。
院内学級（ひまわり学級・つばさ学級）
ひまわり学級は入院による学習の遅れを解消するため、佐賀大学医学部附属病院内に設置された。佐賀大学医学部の小児科の医師が治療にあたっている。つばさ学級は佐賀県内で唯一の病弱児のための院内学級である。
通学区域
佐賀市のうち、佐賀市立鍋島小学校区および佐賀市立開成小学校区。

## 沿革
初代
- 1947年（昭和22年）4月1日 - 学制改革が行われる（六・三制の実施）。
  - 旧・鍋島村国民学校初等科（6年制）が、新制小学校「鍋島村立鍋島小学校」に改組・改称。
  - 旧・鍋島村国民学校高等科（2年制）が青年学校普通科とともに、新制中学校「鍋島村立鍋島中学校」に改組・改称。小学校に併設される。
- 1954年（昭和29年）10月1日 - 市町村合併により、「佐賀市立鍋島中学校」となる。
- 1965年（昭和40年）4月1日 - 佐賀市立高木瀬中学校と統合の上、「佐賀市立城北中学校」が新設される。

二代目（現在）
- 1983年（昭和58年）4月1日 - 佐賀市立城北中学校から分離の上、「佐賀市立鍋島中学校」（現校名）が開校。
- 1994年（平成6年）4月1日 - 佐賀医科大学附属病院内に本校特殊学級として院内学級「ひまわり学級・つばさ学級」を開設。
- 2001年（平成13年）7月 - アメリカ合衆国クイーンズベリー校の中学生と交流

## 著名な出身者
- はなわ夫妻
- MIYUKI(諸隈美幸)
- 塙宣之（ナイツ）
- 水町亮介（バスケットボール)